# 地都镇
地都镇，是中华人民共和国广东省揭阳市榕城区下辖的一个乡镇级行政单位。
2012年12月17日，国务院批复同意广东省调整揭阳市部分行政区划，将原揭东县的地都镇划归榕城区管辖。

## 行政区划
地都镇下辖以下地区：
地都社区、仙埔村、华美村、溪明村、军民村、乌美村、光裕村、枫美村、南陇村、钱后村、钱前村、大瑶村、塔岗村、青屿村、石港村、大莲村、土尾村、双港村、红岗村、石头村、埔尾村、蛟龙村、下成村和凤鸣村。